# ブルナンイルカ
ブルナンイルカ（学名：Tursiops australis ）とは、マイルカ科ハンドウイルカ属に属するイルカである。

## 名称
「ブルナン」とは、アボリジニ語で「イルカのような大きな魚」を意味する。
種小名となっている"australis"は、ラテン語で「南」を表す。

## 分類
ブルナンイルカは、それまで2種類が確認されていたハンドウイルカ属のいずれかに属していると考えられてきたが、DNAやビクトリア博物館に保存されていた頭蓋骨の標本を調査した結果、2011年に他のイルカとは異なる新種のイルカであることが判明した。

## 分布
オーストラリア南岸のポートフィリップ湾と、ギプスランド湖などに生息することが確認されている。

## 形態

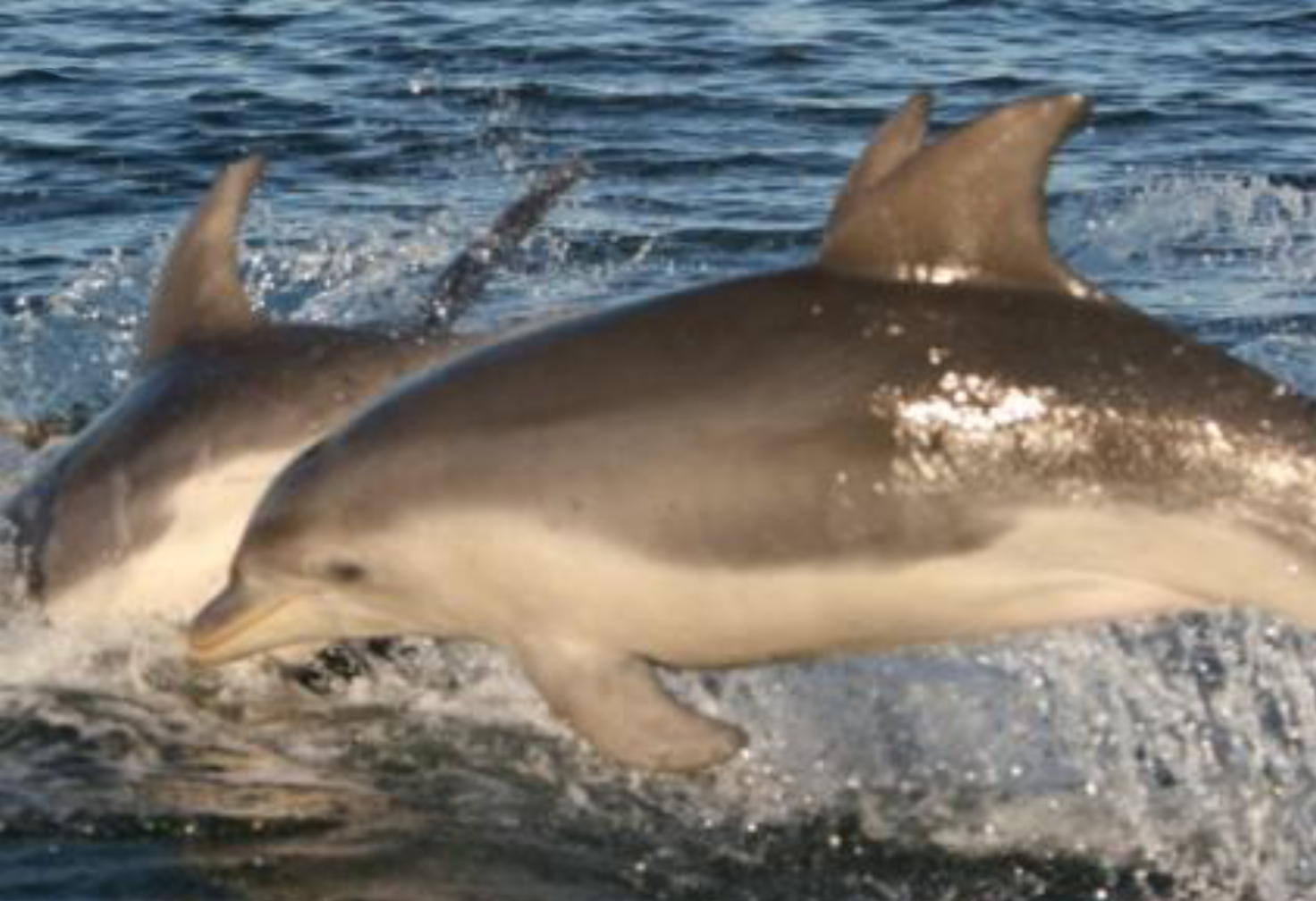
ジャンプの様子。

体長はおよそ2.27 - 2.78メートル程度で、くちばしの長さは9.4 - 12センチメートル程度である。
背びれは鉤状になっている。
背びれ、頭、背中のあたりまでは青がかった濃い灰色をしていて、脇腹のあたりは淡い灰色になっている。
腹部は白く、個体によっては白い部分は目やひれの上あたりまで広がっている。